# Transport sanitarny

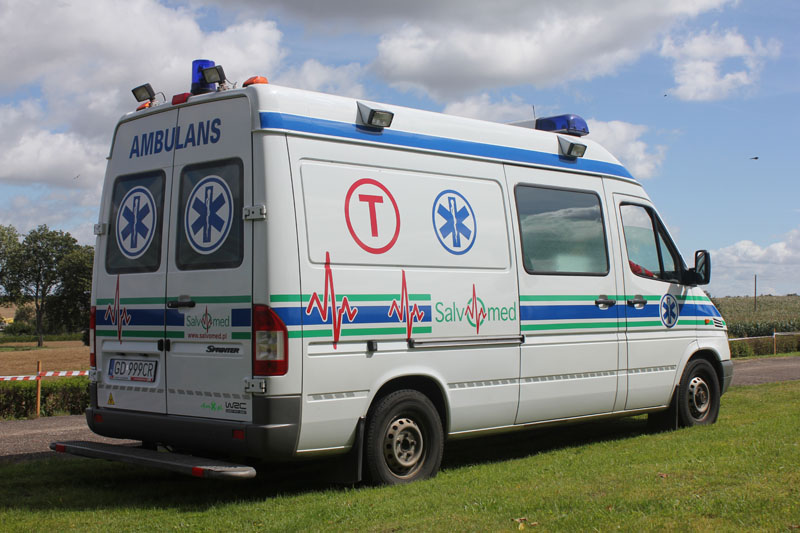
Samochód do transportu sanitarnego

Transport sanitarny – przewóz osób albo materiałów biologicznych i materiałów wykorzystywanych do udzielania świadczeń zdrowotnych, wymagających specjalnych warunków transportu.
Wykonywany jest specjalistycznymi środkami transportu lądowego, wodnego oraz lotniczego.